# Thorns
Thorns — норвежская блэк-метал группа. Группа образовалась в 1989 году и была частью ранней норвежской блэк-металлической сцены. Thorns выпустили две очень известные демозаписи, но лишь только один полноформатный альбом.

## История
В 1989 году Снорре Рух (Snorre W. Ruch) и Мариус Волд (Marius Vold) сформировали группу Stigma Diabolicum и записали одно демо. В 1990 году к ним присоединились басист Харальд Эйлертсен и барабанщик Борд Эйтун (Bård G. Eithun). Название группы было изменено на Thorns в 1991 году. В том же году Эйлертсен и Рух записали демо Grymyrk, которое оказало большое влияние на блэк-металлическую сцену, и вместе с гитаристом Mayhem Евронимусом придумали норвежский блэк-рифф, как отмечает барабанщик Darkthrone Фенриз. Поскольку участники группы были «раскиданы по всей Норвегии», они редко могли репетировать; некоторые из репетиций были записаны на плёнку. В 1992 году была записана демо-лента Trøndertun. В том же году Рух стал вторым гитаристом Mayhem и распустил Thorns на несколько месяцев.
В 1994 году Рух был приговорён к 8 годам тюремного заключения за то, что был «соучастником» в убийстве Евронимуса. Однако, по словам убийцы Евронимуса Варга Викернеса, Рух просто оказался «не в то время и не в том месте».
После длительного периода молчания из-за тюремного заключения Руха, Thorns вновь появились на горизонте в 1999 году со сплит-альбомом Thorns vs. Emperor, состоящим в основном из старых песен Thorns, исполненных Emperor, и наоборот. Затем, в 2001 году, был выпущен дебютный альбом Thorns с Хеллхаммером на ударных и вокалом Сатира и Альдрана из Dødheimsgard.
В октябре 2007 года греческий лейбл Kyrck Productions выпустил сборник Stigma Diabolicum, в котором представлены демо-версии Grymyrk и Trøndertun, материал из демозаписей Stigma Diabolicum Lacus de Luna и Luna de Nocturnus, а также два трека («Thule» и «Fall») с репетиции Thorns 1991 года.
Продолжение дебюта 2001 года было объявлено в сентябре 2008 года.
Состав группы претерпел значительные изменения с 2001 года.

## Участники
- Snorre Ruch — гитары / клавишные / программирование
- Jon Wesseltoft — бас / баритон-гитара
- Альдран — вокал
- Кристиан Брохолт — гитары
- Кеннет Капстад — барабаны

## Бывшие участники
- Борд Эйтун (Bård G. Eithun) — барабаны
- Мариус Волд — вокал, бас
- Харальд Эйлертсен — бас на Grymyrk
- Терье Кробёль (Terje Kråbøl) — барабаны на Trøndertun
- Ронни К. Прайз — бас на Trøndertun
- Сатир — вокал
- Альдран — вокал
- Хеллхаммер — барабаны

## Дискография
Демозаписи
- Luna De Nocturnus (1989) (как Stigma Diabolicum)
- Lacus De Luna (1990) (как Stigma Diabolicum)
- Grymyrk (1991)
- Trøndertun (1992)
- Thule (1992)

Студийные альбомы
- Thorns (2001)

Прочее
- Thorns vs. Emperor (1998) (сплит с Emperor)
- Stigma Diabolicum (2007) (компиляция)